# 2007年のNBAドラフト
2007年のNBAドラフトは2007年6月28日に、アメリカ合衆国ニューヨーク市マンハッタンにあるマディソン・スクエア・ガーデンで開催されたNBAドラフト。
1巡目14位までのドラフトは、2007年5月22日に行われたNBAドラフト抽選によって、2007年のNBAプレーオフに進出できなかったチームに割り当てられた。残りの1巡目と、第2巡のドラフトは、2006-07シーズンのレギュラーシーズンの成績順位の逆順に割り当てられている。

## ドラフト指名
| PG | ポイントガード | SG | シューティングガード | SF | スモールフォワード | PF | パワーフォワード | C | センター |

| * | バスケットボール殿堂入り      |
| S | NBAオールスター               |
| A | オールNBAチーム               |
| R | NBAオールルーキーチーム       |
| D | NBAオールディフェンシブチーム |
| C | NBAチャンピオン               |
| F | ファイナルMVP                 |
| # | NBAでのプレー経験なし         |
| M | シーズンMVP                   |

### 1巡目
| 指名順 | 選手名                     | Pos.  | 経歴        | 国籍                    | 指名チーム | 出身校など                                 |
| ------ | -------------------------- | ----- | ----------- | ----------------------- | --- | ------------------------------------------ |
| 1      | グレッグ・オデン           | C     |             | アメリカ合衆国          | ポートランド・トレイルブレイザーズ | オハイオ州立大学                           |
| 2      | ケビン・デュラント ROY     | SF    | S A R C F M | アメリカ合衆国          | シアトル・スーパーソニックス | テキサス大学                               |
| 3      | アル・ホーフォード         | PF/C  | S A R D C   | ドミニカ共和国          | アトランタ・ホークス | フロリダ大学                               |
| 4      | マイク・コンリー           | PG    | S D         | アメリカ合衆国          | メンフィス・グリズリーズ | オハイオ州立大学                           |
| 5      | ジェフ・グリーン           | SF/PF | R           | アメリカ合衆国          | ボストン・セルティックス→シアトルにトレード | ジョージタウン大学                         |
| 6      | 易建聯                     | PF    |             | 中華人民共和国          | ミルウォーキー・バックス | 広東サザンタイガース（中国）               |
| 7      | コーリー・ブリューワー     | SF    | C           | アメリカ合衆国          | ミネソタ・ティンバーウルブズ | フロリダ大学                               |
| 8      | ブランダン・ライト         | PF    |             | アメリカ合衆国          | シャーロット・ボブキャッツ→ゴールデンステートにトレード | ノースカロライナ大学                       |
| 9      | ジョアキム・ノア           | PF/C  | S A D       | アメリカ合衆国 フランス | シカゴ・ブルズ （ニューヨーク・ニックスからエディ・カリートレードの一環で） | フロリダ大学                               |
| 10     | スペンサー・ホーズ         | C     |             | アメリカ合衆国          | サクラメント・キングス | ワシントン大学                             |
| 11     | エイシー・ロー             | PG    |             | アメリカ合衆国          | アトランタ・ホークス （インディアナ・ペイサーズからアル・ハリントントレードの一環で） | テキサスA&M大学                            |
| 12     | サデウス・ヤング           | SF    | R           | アメリカ合衆国          | フィラデルフィア・セブンティシクサーズ | ジョージア工科大学                         |
| 13     | ジュリアン・ライト         | SF/PF |             | アメリカ合衆国          | ニューオーリンズ・ホーネッツ | カンザス大学                               |
| 14     | アル・ソーントン           | SF/PF | R           | アメリカ合衆国          | ロサンゼルス・クリッパーズ | フロリダ州立大学                           |
| 15     | ロドニー・スタッキー       | PG/SG | R           | アメリカ合衆国          | デトロイト・ピストンズ （オーランド・マジックからダーコ・ミリチッチトレードの一環で） | 東ワシントン大学                           |
| 16     | ニック・ヤング             | SG/SF | C           | アメリカ合衆国          | ワシントン・ウィザーズ | 南カリフォルニア大学                       |
| 17     | ショーン・ウィリアムズ     | PF    |             | アメリカ合衆国          | ニュージャージー・ネッツ | ボストンカレッジ                           |
| 18     | マルコ・ベリネッリ         | SG    | C           | イタリア                | ゴールデンステート・ウォリアーズ | フォルティトゥード・ボローニャ（イタリア） |
| 19     | ジャバリス・クリッテントン | PG    |             | アメリカ合衆国          | ロサンゼルス・レイカーズ | ジョージア工科大学                         |
| 20     | ジェイソン・スミス         | PF    |             | アメリカ合衆国          | マイアミ・ヒート→フィラデルフィアにトレード | コロラド州立大学                           |
| 21     | デカン・クック             | SG    |             | アメリカ合衆国          | フィラデルフィア・セブンティシクサーズ→マイアミにトレード （デンバー・ナゲッツからアレン・アイバーソントレードの一環で） | オハイオ州立大学                           |
| 22     | ジャレッド・ダドリー       | SF/PF | C           | アメリカ合衆国          | シャーロット・ボブキャッツ （トロント・ラプターズからラモンド・マレートレードの一環で権利を得たクリーブランド・キャバリアーズを経由してアレクサンダル・パブロビッチトレードの一環で） | ボストンカレッジ                           |
| 23     | ウィルソン・チャンドラー   | SF    |             | アメリカ合衆国          | ニューヨーク・ニックス （シカゴ・ブルズからエディ・カリートレードの一環で） | デポール大学                               |
| 24     | ルディ・フェルナンデス     | SG    |             | スペイン                | フェニックス・サンズ→ポートランドにトレード （クリーブランド・キャバリアーズからブライアン・グラントのトレードの一環で権利を得たボストン・セルティックスを経由してイジー・ウェルシュトレードの一環で）                                                                                             | ホベントゥート・バダローナ（スペイン）     |
| 25     | モリス・アーモンド         | SG    |             | アメリカ合衆国          | ユタ・ジャズ | ライス大学                                 |
| 26     | アーロン・ブルックス       | PG    |             | アメリカ合衆国          | ヒューストン・ロケッツ | オレゴン大学                               |
| 27     | アーロン・アフラロ         | SG    |             | アメリカ合衆国          | デトロイト・ピストンズ | UCLA                                       |
| 28     | ティアゴ・スプリッター     | PF/C  | C           | ブラジル                | サンアントニオ・スパーズ | サスキ・バスコニア（スペイン）             |
| 29     | アランド・タッカー         | SF    |             | アメリカ合衆国          | フェニックス・サンズ | ウィスコンシン大学                         |
| 30     | ペテリ・コポネン           | PG    | #           | フィンランド            | フィラデルフィア・セブンティシクサーズ→ポートランドにトレード （ダラス・マーベリックスからアレン・アイバーソントレードの一環で権利を得たデンバー・ナゲッツとニコロス・ツキティシュビリトレードの一環で権利を得たゴールデンステート・ウォリアーズを経由して、エリック・ダンピアートレードの一環で） | タピオラン・ホンカ（フィンランド）         |

### 2巡目
| 指名順 | 選手名                     | Pos.  | 経歴      | 国籍           | 指名チーム                                                                                 | 出身校など                                       |
| ------ | -------------------------- | ----- | --------- | -------------- | ------------------------------------------------------------------------------------------ | ------------------------------------------------ |
| 31     | カール・ランドリー         | PF    | R         | アメリカ合衆国 | シアトル・スーパーソニックス→ヒューストンにトレード （メンフィスから）                     | パデュー大学                                     |
| 32     | ゲーブ・プルイット         | PG/SG | C         | アメリカ合衆国 | ボストン・セルティックス                                                                   | 南カリフォルニア大学                             |
| 33     | マーカス・ウィリアムズ     | SG    |           | アメリカ合衆国 | サンアントニオ・スパーズ （ミルウォーキーから）                                            | アリゾナ大学                                     |
| 34     | ニック・ファジーカス       | PF/C  |           | アメリカ合衆国 | ダラス・マーベリックス （アトランタから）                                                  | ネバダ大学リノ校                                 |
| 35     | グレン・デイビス           | PF    | C         | アメリカ合衆国 | シアトル・スーパーソニックス→ボストンにトレード                                            | ルイジアナ州立大学                               |
| 36     | ジャーマレオ・デビッドソン | PF/C  |           | アメリカ合衆国 | ゴールデンステート・ウォリアーズ→シャーロットにトレード （ミネソタから）                   | アラバマ大学                                     |
| 37     | ジョシュ・マクロバーツ     | PF    |           | アメリカ合衆国 | ポートランド・トレイルブレイザーズ                                                         | デューク大学                                     |
| 38     | キリーロ・フェセンコ       | C     |           | ウクライナ     | フィラデルフィア・セブンティシクサーズ→ユタにトレード （ニューヨークからシカゴを経由して） | SK チャーカッシー（ウクライナ）                  |
| 39     | スタンコ・バラッチ         | C     | #         | クロアチア     | マイアミ・ヒート→インディアナにトレード （サクラメントからユタとオーランドを経由して）     | HKK シロキ（ボスニア・ヘルツェゴビナ）           |
| 40     | 孫悦                       | PG    | C         | 中華人民共和国 | ロサンゼルス・レイカーズ （シャーロットから）                                              | 北京オリンピアンズ（中国）                       |
| 41     | クリス・リチャード         | PF    |           | アメリカ合衆国 | ミネソタ・ティンバーウルブズ （フィラデルフィアから）                                      | フロリダ大学                                     |
| 42     | デリック・バイヤーズ       | SF    |           | アメリカ合衆国 | ポートランド・トレイルブレイザーズ→フィラデルフィアにトレード （インディアナから）         | ヴァンダービルト大学                             |
| 43     | アダム・ハラスカ           | SG    | #         | アメリカ合衆国 | ニューオーリンズ・ホーネッツ                                                               | アイオワ大学                                     |
| 44     | レイショーン・テリー       | SF    | #         | アメリカ合衆国 | オーランド・マジック→ダラスにトレード                                                      | ノースカロライナ大学                             |
| 45     | ジャレッド・ジョーダン     | PG    | #         | アメリカ合衆国 | ロサンゼルス・クリッパーズ                                                                 | マリスト大学                                     |
| 46     | ステファン・ラズミ         | PF    |           | ガボン         | ゴールデンステート・ウォリアーズ （ニュージャージーから）                                  | マサチューセッツ大学                             |
| 47     | ドミニク・マグワイア       | SF    |           | アメリカ合衆国 | ワシントン・ウィザーズ                                                                     | カリフォルニア州立大学フレズノ校                 |
| 48     | マルク・ガソル             | C     | S A R D C | スペイン       | ロサンゼルス・レイカーズ→メンフィスにトレード                                              | CBジローナ（スペイン）                           |
| 49     | アーロン・グレイ           | C     |           | アメリカ合衆国 | シカゴ・ブルズ （ゴールデンステートからデンバー・ボストン・フェニックスを経由して）        | ピッツバーグ大学                                 |
| 50     | レナルダス・セイバティス   | SG    | #         | リトアニア     | ダラス・マーベリックス （マイアミからレイカーズを経由して）                                | マルーシ BC（ギリシャ）                          |
| 51     | ジェイムソン・カリー       | SG    |           | アメリカ合衆国 | シカゴ・ブルズ （デンバーから）                                                            | オクラホマ州立大学                               |
| 52     | トーリアン・グリーン       | PG    |           | アメリカ合衆国 | ポートランド・トレイルブレイザーズ （トロントから）                                        | フロリダ大学                                     |
| 53     | デメトリス・ニコルズ       | SF    |           | アメリカ合衆国 | ポートランド・トレイルブレイザーズ→ニューヨークにトレード （シカゴから）                   | シラキュース大学                                 |
| 54     | ブラッド・ニューリー       | SG    | #         | オーストラリア | オーランド・マジック （クリーブランドから）                                                | アデレード・サーティシクサーズ（オーストラリア） |
| 55     | ハーバート・ヒル           | PF/C  | #         | アメリカ合衆国 | ユタ・ジャズ→フィラデルフィアにトレード                                                    | プロビデンス大学                                 |
| 56     | レイモン・セッションズ     | PG    |           | アメリカ合衆国 | ミルウォーキー・バックス （ヒューストンから）                                              | ネバダ大学リノ校                                 |
| 57     | サミー・メヒア             | PG    | #         | アメリカ合衆国 | デトロイト・ピストンズ                                                                     | デポール大学                                     |
| 58     | ジョルジオス・プリンテジス | SF    | #         | ギリシャ       | サンアントニオ・スパーズ→トロントにトレード                                                | オリンピア・ラリッサ BC（ギリシャ）              |
| 59     | D・J・ストロベリー         | SG    |           | アメリカ合衆国 | フェニックス・サンズ                                                                       | メリーランド大学                                 |
| 60     | ミロバン・ラコビッチ       | C     | #         | セルビア       | ダラス・マーベリックス→オーランドにトレード                                                | メガ・イシュラナ（セルビア）                     |

## ドラフト当日の主なトレード
- シアトル・スーパーソニックスのレイ・アレンと35位指名のグレン・デイビスと、ボストン・セルティックスのウォーリー・ザービアック、デロンテ・ウェスト、5位指名のジェフ・グリーン、2008年ドラフトの2巡目指名権
- ゴールデンステート・ウォリアーズのジェイソン・リチャードソンと36位指名のジャーマレオ・デビッドソン（英語版）と、シャーロット・ボブキャッツの8位指名のブランダン・ライト

## ドラフト外入団の主な選手
- ジョエル・アンソニー (C), UNLV
- アンドレ・イングラム (SG), アメリカン大学
- イヴァン・ジョンソン (PF), カリフォルニア州立大学
- カルティエ・マーティン (SF), カンザス州立大学
- ゲイリー・ニール (SG/PG), トーソン大学（英語版）
- ミーザ・テレトヴィッチ (SF/PF), スペイン
- アンソニー・トリバー (PF), クレイトン大学
- エリック・ドーソン (PF), ミッドウェスタン大学（英語版）